# Памятник Рудольфу Блауманису
Памятник Рудольфу Блауманису (латыш. Piemineklis Rūdolfam Blaumanim) — скульптурный монумент работы Теодора Залькалнса, созданный в 1929 году.
Первый памятник деятелю латышской культуры. Установлен в 1930 в парке у рижского канала. Изготовлен из любимого мастером серого гранита, в конструктивистском стиле. Крупные, геометрические формы придают скульптуре необходимый объём и подчёркивают национальную традиционность работы. В 1935 перенесён в центр города на перекрёсток улиц Кришьяна Барона и Рудольфа Блауманя, в небольшой сквер. Результат оказался неудачным, из-за активного архитектурного фона и небольшого пространства. В 1948 возвращён на прежнее место. В последние годы проведено повторное озеленение близлежащей территории.
На постаменте надпись на латышском: «Mans zelts ir mana tauta. Mans gods ir viņas gods». Rūdolfs Blaumanis 1863—1908. (Моё золото — мой народ. Моя честь — его честь. Рудольф Блауманис 1863—1908)